# Penitentiary of New Mexico

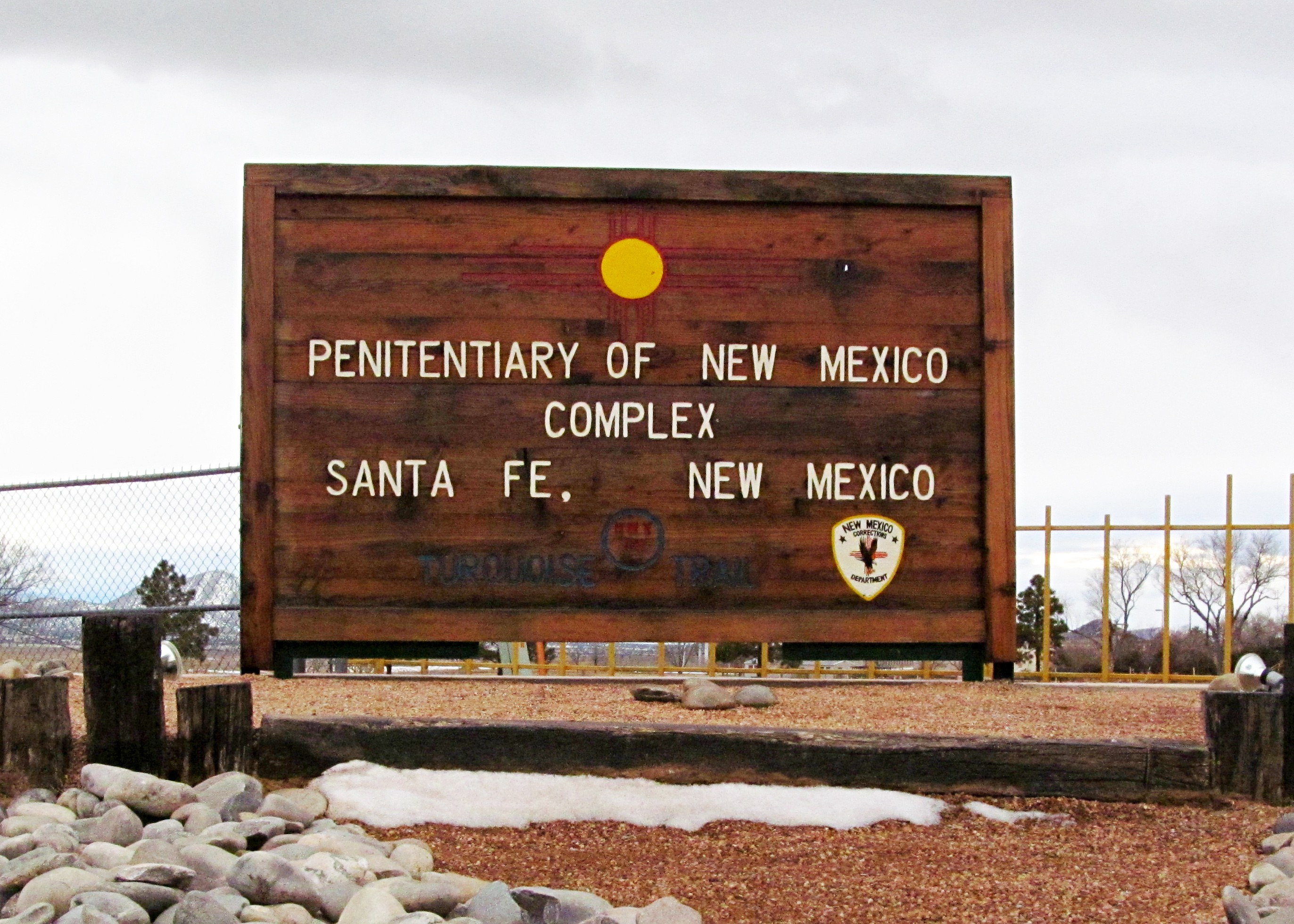
Eingang am Highway 14

Das Gefängnis von New Mexico, englisch Penitentiary of New Mexico, befindet sich im Santa Fe County im US-amerikanischen Bundesstaat New Mexico südöstlich von Santa Fe. Es wurde 1885 eröffnet.
Es hat drei Teile:
- Level-II mit der geringsten Sicherheit,
- Level-IV/V,
- Level-VI mit der höchsten Sicherheit.